# Alegría (Wayne Shorter)
Alegría è un album del sassofonista jazz Wayne Shorter pubblicato nel 2003. 
Tutti i brani s sono stati scritti e arrangiati da Wayne Shorter tranne dove indicato diversamente.

## Tracce
1. Sacajawea – 7:41
2. Serenata – 6:07 (Leroy Anderson)
3. Vendiendo Alegría – 7:00 (Mika Himel, Joso Spralja)
4. Bachiana Brasileiras No. 5 – 5:57 (Heitor Villa-Lobos)
5. Angola – 5:26
6. Interlude – 1:50
7. She moves through the fais – 4:38 (traditonal)
8. Orbits – 6:07
9. 12th century Carol – 6:02 (Anonymous)
10. Caprocorn II – 5:59

## Formazione
- Wayne Shorter – sassofono  soprano e tenore
- Danilo Pérez – pianoforte (brani 1, 3, 7, 9 e 10)
- John Patitucci – contrabbasso
- Brian Blade – percussioni (brani 1, 2, 6, 7, 8 e 10)
- Alex Acuña – percussioni (brani 3, 4, 5 e9)
- Terry Lyne Carrington – percussioni (brani 3, 5 e9)
- Brad Mehldau – pianoforte (brani 2, 5 e 8)